# Константиноградовська сільська рада (Стерлітамацький район)
Константиногра́довська сільська рада (рос. Казадаевский сельский совет) — муніципальне утворення у складі Стерлітамацького району Башкортостану, Росія. Адміністративний центр — присілок Константиноградовка.

## Населення
Населення — 645 осіб (2019, 695 в 2010, 695 в 2002).

## Склад
До складу поселення входять такі населені пункти:
| Населений пункт               | Населення, осіб (2002) | Населення, осіб (2010) |
| ----------------------------- | ---------------------- | ---------------------- |
| Константиноградовка, присілок | 516                    | 515                    |
| Боголюбовка, присілок         | 168                    | 174                    |
| Новоніколаєвка, присілок      | 11                     | 6                      |